# Östanbäcken

Östanbäcken är en stadsdel i Härnösand. Den är mestadels bebyggd med trähus från 1700- och 1800-talen.
Östanbäcken har många intressanta hus, bland annat den före detta Gästgivaregården, som byggdes 1781. Östanbäcken har varit nära att rivas, men rivningen stoppades och idag är stadsdelen byggnadsminnesmärkt. De allra äldsta husen kan dateras byggda efter 1727, då en brand härjade i stadsdelen, medan en del byggnader är byggda i sten och betong och bara några tiotals år gamla. När man vandrar i övriga staden så är det ett väldigt liv av människor och bilar, som det ju vanligtvis är i en stad, men när man svänger in till Östanbäcken, som faktiskt ligger i Härnösands centrum, försvinner bullret, grå och vita betonghus byts ut mot blå, röda och gula trähus, och det känns som man är i utkanten av staden.

## Intressanta hus i Östanbäcken
- Gästgivargården, stort grönt trähus uppfört 1781 som gästgiveri.
- Domkapitelhuset, uppförd på annan plats (Nybrogatan)1840, flyttad till Östanbäcken senare.
- Domprostgården, uppförd 1870 för domprosten, numera vandrarhem.
- Bodénska huset, uppförd 1840 som handelsgård, numera finns en elaffär där.
- Östanbäcksgatan 8, efter 1809 kasern för ett artilleri, byggnaden troligen äldre.
- Walterska gården, bredvid Bodénska, intressant gulmålad 1700-talsgård, före detta skomakarverkstad, numera finns ett kafé inrymt.
- Härnösands domkyrka, uppförd 1842-1846.

## Östanbäckens gator och gränder
- Östanbäcksgatan
- Telegrafgränd har flera byggnadsminnesmärkta hus och gatan är grusad. Den finns utmärkt på en stadskarta från 1699. Denna gata är mycket brant på ett ställe, en rest från Ludvig Nordströms "Öbacka".
- Färgaregränd skiljer Östanbäcken från centrum i norr. Även denna gata är ganska brant.
- Ludvig Nordströms gata har flera byggnadsminnesmärkta hus. Tidigare hette gatan Södra Nygränd.
- Namnlösagränd